# Die Stunde des Léon Bisquet
Die Stunde des Léon Bisquet ist ein Kriminalfilm nach dem Roman Le nègre (deutsch: Der Neger) von Georges Simenon. Die deutsch-ungarische Fernsehproduktion wurde erstmals am 18. August 1986 im ZDF ausgestrahlt. Die Titelrolle des Léon Bisquet spielte Klaus Schwarzkopf.

## Handlung
Léon Bisquet ist Bahnhofsvorsteher in der kleinen nordfranzösischen Ortschaft Versins nahe Amiens, wo nur morgens und abends ein Bummelzug hält. Seine Frau ist gestorben, die Tochter, von der der Dorfklatsch wissen will, dass sie in Wahrheit vom Apotheker gezeugt worden sei, hat ihn verlassen, um in die Stadt zu ziehen. So lebt er alleine mit seinem Papagei Coco, spielt für sich selbst Blockflöte und wird von niemandem im Ort so recht ernst genommen. Doch er schwört sich, dass er es eines Tages allen zeigen werde.
In Versins ist gerade der reiche Patriarch Cadieu verstorben, und nachdem sein nach Afrika ausgewanderter Sohn bereits tot ist, wird spekuliert, dass das Erbe an die Neffen Jacques und Nicolas fällt. Während Léon Jacques, den Besitzer des Hôtel du Roy, für einen Ehrenmann hält, steckt er noch immer voll Groll gegen den Lebemann Nicolas, Betreiber einer Ziegelei, der einst seine Tochter Antoinette verführte und sitzenließ, und dem er es anlastet, dass sie in die Stadt wegzog.
Überraschend tauchen nach Cadieus Tod gleich zwei Menschen im Ort auf: Zum einen quartiert sich Antoinette bei ihrem Vater ein und zeigt großes Interesse für das Testament des Verstorbenen, weswegen sie sich sogar an den Notar Barthou heranmacht. Zum anderen sieht Bisquet einen Farbigen aus dem Nachtzug springen, der am nächsten Morgen tot neben den Bahngleisen aufgefunden wird. Der aus Amiens angereiste Kommissar Lamotte ermittelt wegen Mordes und klärt die Identität des Toten. Es handelt sich um Honoré Cadieu, den Enkel des alten Cadieu aus Timbuktu. In der Erbrangfolge noch vor den Neffen stehend, wäre ihm das gesamte Vermögen seines Großvaters zugefallen.
Léon Bisquet ist der Einzige, der die Ankunft des Farbigen beobachtete und ihn den Weg in Richtung Stadt einschlagen sah. Endlich ist ihm ein Wissen zugefallen, mit dem man ihn ernst nehmen muss. Doch er verschweigt seine Beobachtung dem Kommissar, von dem er sich besonders argwöhnisch beschattet glaubt, und sucht stattdessen seinen Intimfeind Nicolas auf, um ihn zu erpressen. Dieser stellt einen Schuldschein auf 200.000 Francs aus und gibt damit indirekt eine Mitwisserschaft am Verbrechen zu. Als der Bahnwärter am Abend zurückkehrt, liegt sein Papagei Coco tot am Boden: Er hat eine vergiftete Banane gefressen, die eigentlich Léon zugedacht war. 
Während Kommissar Lamotte nun auch wegen Mordversuch an Bisquet ermittelt, gelingt es Antoinette, ihren Vater vom Kommissar unbemerkt aus dem Haus zu schleusen. Der stark Alkoholisierte will Nicolas zur Rede stellen, und Antoinette führt ihn mitten in der Nacht in die verlassene Ziegelei. Dort taucht nicht Nicolas auf, sondern Jacques, und es stellt sich heraus, dass Antoinette bereits seit Jahren dessen Geliebte ist und mit ihm gemeinsame Sache macht. Ohne Mitleid mit Léon, von dem sie weiß, dass er nicht ihr leiblicher Vater ist, sieht sie zu, wie Jacques den Mitwisser umzubringen versucht. Im letzten Moment kann die Polizei eingreifen und das Verbrecherpärchen festnehmen. Kommissar Lamottes Interesse galt nie dem harmlosen Bahnwärter, sondern dessen vermeintlicher Tochter, die er seit ihrem plötzlichen Auftauchen verdächtigte. Dass Léon noch vor ihm den beiden Neffen auf die Spur kam, will er nicht wissen, denn ansonsten müsste er den Bahnwärter wegen Erpressung verhaften. So bleibt in Versins alles beim Alten: Niemand nimmt Léon Bisquet ernst. Am Abend deckt er den leeren Papageienkäfig zu und spielt für sich allein Blockflöte.

## Romanvorlage
Die Romanvorlage Le nègre gehört zu den unbekannteren Werken Georges Simenons. Insbesondere in seiner deutschen Übersetzung Der Neger zählt er zu den am längsten nicht mehr aufgelegten Werken des belgischen Schriftstellers, was Oliver Hahn von maigret.de unter anderem auf den politisch inkorrekten Titel zurückführte. Simenon schrieb den Roman vom 8. bis 16. April 1957 in Cannes. Er erschien im gleichen Jahr beim Verlag Presses de la Cité. Zwei Jahre später folgte die erste deutsche Übersetzung von Hansjürgen Wille und Barbara Klau bei Kiepenheuer & Witsch, ehe der Diogenes Verlag 1979 eine Neuübersetzung von Linde Birk herausbrachte. Nach der Romanvorlage produzierten im Jahr 1964 SWF und WDR ein Hörspiel in der Bearbeitung von Gert Westphal. Es sprachen unter anderem Walter Andreas Schwarz als Erzähler und Robert Rathke als Theo.
Der Roman weist im Detail einige Unterschiede zur Verfilmung auf. So heißt der Protagonist hier Théodore Doineau, genannt Théo, hat in seiner Jugend ein Auge verloren und wurde wegen Cadieu statt von seiner Tochter von der Ehefrau verlassen. Geblieben ist allerdings die Figur eines typisch Simenonschen Anti-Helden, eines „sympathischen ‚raté‘“ (Versagers), wie es Simenon-Biograf Stanley G. Eskin ausdrückt, für den Théos Leben „eine Ansammlung tragikomischer Erniedrigungen“ ist, an deren Ende sich der Bahnwärter betrinkt, einen schlafenden Hund als Leidensgenossen umarmen will und von diesem gebissen wird.

## Rezeption
Der Spiegel sah ein „subtiles TV-Spiel nach einem Roman von Georges Simenon“ und urteilte: „Hervorragend in der Hauptrolle als Bahnwärter Bisquet: Klaus Schwarzkopf.“ Adolf Heinzlmeier und Berndt Schulz beschrieben eine „facettenreiche Charakterrolle für Schwarzkopf“. Video.de sprach von einem „spannenden Fernsehfilm“ und einer „gekonnt inszenierten, sehr einfühlsamen Charakterstudie des unbedeutenden Kleinbürgers“. Klaus Schwarzkopf laufe in der Titelrolle „zur wahren Höchstform auf“. Daneben „glänzt Günter Mack in der Rolle des ermittelnden Kommissars Lamotte.“